# Salto do Itararé
Salto do Itararé is een gemeente in de Braziliaanse deelstaat Paraná. De gemeente telt 5.134 inwoners (schatting 2009).

## Aangrenzende gemeenten
De gemeente grenst aan Carlópolis, Santana do Itararé, Siqueira Campos en Barão de Antonina (SP).